# 張鉉誠
張鉉誠（韓語：장현성，1970年7月17日—），韓國男演員。

## 演出作品

### 電視劇

#### 2000年代
- 2003年：KBS《迷迭香》飾演 宇智燮
- 2004年：KBS《愛情的條件》
- 2004年：KBS《致父親母親》飾演 安智桓
- 2006年：KBS《偉大的遺產》飾演 張萬鎬
- 2006年：SBS《意外情緣My Love》飾演 林太平
- 2007年：MBC《白色巨塔》飾演 趙明俊
- 2007年：tvN《偉大的蓋茨比》飾演 佛都
- 2007年：KBS《漢城別曲-正》
- 2007年：KBS《媳婦的全盛時代》飾演 高俊明
- 2007年：MBC《New Heart》飾演 金泰俊
- 2008年：SBS《神的天秤》飾演 張修榮
- 2008年：SBS《玻璃之城》飾演 金奎盛
- 2009年：KBS《薔花紅蓮》飾演 姜泰允

#### 2010年代
- 2010年：SBS《濟眾院》飾演 閔泳翊
- 2010年：KBS《九尾狐：狐狸小妹傳》飾演 尹斗秀
- 2010年：SBS《南瓜花純情》飾演 朴玄武
- 2011年：SBS《Sign》飾演 張民錫
- 2011年：OCN《吸血鬼檢察官》飾演 張哲吾
- 2011年：SBS《千日的約定》飾演 金賢民（客串）
- 2012年：SBS《工薪族楚漢志》飾演 崔項梁
- 2012年：JTBC《妻子的資格》飾演 韓尚辰
- 2012年：SBS《幽靈》飾演 全在旭
- 2012年：KBS《Big》飾演 姜赫秀
- 2012年：SBS《五指》飾演 崔勝在
- 2012年：OCN《吸血鬼檢察官2》飾演 張哲吾（客串）
- 2012年：SBS《電視劇帝王》飾演 渡邊健（客串）
- 2013年：JTBC《世界的盡頭》飾演 尹奎鎮
- 2013年：SBS《結婚的女神》飾演 盧勝秀
- 2013年：tvN《Who Are You》飾演 朴亨進
- 2014年：SBS《Three Days》飾演 咸奉秀
- 2014年：JTBC《密會》飾演 金仁謙（客串）
- 2014年：SBS《秘密之門》飾演 洪啓禧
- 2014年：SBS《Punch》飾演 張民碩
- 2015年：SBS《聽到傳聞》飾演 徐亨植
- 2015年：KBS《Assembly》飾演 白度賢
- 2015年：OCN《能看見鬼的警察處容2》飾演 算命師（特別演出）
- 2016年：tvN《Signal》飾演 金范洙
- 2016年：SBS《Mrs. Cop 2》飾演 朴宇鎮
- 2016年：tvN《Dear My Friends》飾演 一宇
- 2016年：SBS《Doctors》飾演 金泰浩
- 2016年：MBC《拖旅行箱的女人》飾演 李東洙
- 2017年：JTBC《Man to Man》飾演 張泰浩
- 2017年：KBS《七日的王妃》飾演 慎守勤
- 2017年：SBS《愛情的溫度》飾演 路人
- 2017年：SBS《當你沉睡時》飾演 丁日松
- 2017年：SBS《疑問的一勝》飾演 姜哲奇
- 2018年：tvN《Live》飾演 殷慶模
- 2018年：SBS《狐狸新娘星》飾演 權熙昇
- 2018年：Channel A《十二夜》飾演 李百萬
- 2018年：KBS《國標舞女孩》飾演 權東錫
- 2019年：KBS《監獄醫生》飾演 鄭義植
- 2019年：KBS《僅此一次的愛情》飾演 趙勝煥
- 2019年：OCN《附身》飾演 醫生（客串）
- 2019年：OCN《奔跑的調查官》飾演 金賢錫
- 2019年：SBS《V.I.P》飾演 張真哲

#### 2020年代
- 2020年：OCN《如實陳述》飾演 崔亨弼
- 2020年：JTBC《宵夜男女》飾演 姜仁植(EP5.9.12)
- 2020年：SBS《Alice》飾演 張東植
- 2021年：SBS《紅天機》飾演 韓堅
- 2021年：tvN《憂鬱症》飾演 成民俊
- 2021年：JTBC《只一人》飾演 表康善
- 2022年：tvN《朝鮮精神科醫師劉世豐》飾演 劉厚命
- 2022年：Netflix《紙房子韓國篇》飾演 金相萬
- 2022年：tvN《王后傘下》飾演 尹壽光
- 2022年：Disney+《第三人稱復仇》飾演 奇王道
- 2023年：JTBC《代理公司》飾演 劉正錫
- 2023年：TVING《放學後戰爭活動》飾演 朴尚萬(EP1)
- 2023年：SBS《災後調查日誌2》飾演 張聖齊（特別出演）
- 2024年：SBS《财阀X刑警》飾演 陳明鐵
- 2025年：JTBC《協商的技術》飾演 河泰秀

### 電影
- 1999年：《生死諜變》
- 2000年：《Real Fiction》
- 2001年：《Kiss Me Much》
- 2001年：《The Butterfly》
- 2002年：《Rewind》（客串）
- 2002年：《Break Out》
- 2003年：《My Right To Ravage Myself》
- 2003年：《春風吹拂》
- 2004年：《Feathers In The Wind》
- 2004年：《浪漫鬼屋》
- 2004年：《待到春花爛漫時》
- 2004年：《蜘蛛森林》
- 2005年：《魔術師》
- 2005年：《強力三班》（客串）
- 2005年：《戀愛》
- 2005年：《奧羅拉公主》
- 2006年：《羅曼史》
- 2006年：《我們的幸福時光》飾演 文柳贊（維貞的哥哥）
- 2007年：《死也要快樂》
- 2007年：《最強羅曼史》（客串）
- 2008年：《我的朋友，他的妻子》
- 2009年：《Dance Of Time》
- 2013年：《華頤：吞噬怪物的孩子》
- 2015年：《如此美好》
- 2015年：《憤怒的律師》
- 2016年：《Curtain Call》
- 2020年：《劍客》飾演 君主
- 2023年：《格杀福顺》饰演 福顺父亲（友情出演）
- 2023年：《單身首爾》饰演 振杓
- 2024年：《殺手們》飾演 鉉相

### 綜藝節目
- 2013年：《超人回來了》
- 2021年：《環環相扣的老故事》

## 獲獎
- 2005年：KBS演技大賞－男子特輯獨幕劇獎
- 2007年：KBS演技大賞－週間劇部門 男子優秀演技賞
- 2013年：SBS演技大賞－長篇連續劇部門 男子特別演技賞《結婚的女神》
- 2015年：SBS演技大賞－中篇連續劇部門 男子特別演技賞《聽到傳聞》
- 2016年：第9屆韓國電視劇節－男子最優秀賞《Doctors》
- 2019年：KBS演技大賞-最佳情侶獎（與金正蘭）《監獄醫生》

## 外部連結
- 張鉉誠在NAVER上的资料
- 張鉉誠在韩国电影数据库（KMDb）上的資料（韓語）
- 張鉉誠在互联网电影资料库（IMDb）上的資料（英文）
- 張鉉誠在HanCinema的頁面（英文）
- 張鉉誠在豆瓣上的资料（简体中文）